# عمرو بن سراقة
عمرو بن سراقة صحابي من بني عدي بن كعب، أسلم في مكة، وهاجر إلى يثرب، وشهد مع النبي محمد غزواته كلها. وتوفي في خلافة عثمان بن عفان.

## سيرته
أسلم عمرو بن سراقة بن المعتمر بن أنس بن أذاة بن رياح بن قرط بن عبد الله بن رزاح بن عدي بن كعب في مكة، وأم عمرو هي آمنة بنت عبد الله بن عمير الجمحية، وقيل قدامة بنت عبد الله بن عمر الجمحية. هاجر عمرو مع أخوه عبد الله بن سراقة إلى يثرب، ونزلا على رفاعة بن عبد المنذر. خرج عمرو بن سراقة بعد هجرته في سرية عبد الله بن جحش إلى نخلة، وكان لطيف البطن طويلاً، فجاع فانثنى صلبه، حتى لم يقو على المشي، فسقط علينا، فأخذ أصحابه قطعة مصفحة من الحجارة، فربطوها على بطنه، فمشى معهم حتى نزلوا ضيوفًا على حيّ من أحياء العرب، فقال عمرو: «كنت أحسب الرجلين تحمل البطن، وإذا البطن تحمل الرجلين».
شهد عمرو بن سراقة مع النبي محمد غزواته كلها. وذكر ابن إسحاق أن الخليفة الثاني عمر بن الخطاب قسم له من أرض خيبر نصيبًا. توفي عمرو بن سراقة في خلافة عثمان بن عفان، وليس له عقب.